# فارمینگتون (کنتاکی)
فارمینگتون (به انگلیسی: Farmington) یک منطقهٔ مسکونی در ایالات متحده آمریکا است که در شهرستان گریوس، کنتاکی واقع شده‌است. فارمینگتون ۱۶۸٫۸۶ متر بالاتر از سطح دریا واقع شده‌است.